# Houghton (Iowa)
Houghton é uma cidade localizada no estado americano de Iowa, no Condado de Lee.

## Demografia
Segundo o Censo demográfico americano de 2000, Houghton possui 130 habitantes,  54 residências ocupadas e 42 famílias. A densidade populacional da cidade é de 167,3 hab/km². Houghton possui no total 61 residências, que resultam em uma densidade de 78,5 residências/km². 100% da população do condado são brancos, nenhum deles latinos.
Existem na cidade 54 residências ocupadas, dos quais 33,3% abrigam pessoas com menos de 18 anos de idade, 70,4% abrigam um casal, 3,7% são famílias com uma mulher sem marido presente como chefe de família, e 22,2% não são famílias. 22,2% de todas as residências ocupadas são habitadas por apenas uma pessoa, e 13% das residências ocupadas no condado são habitadas por uma única pessoa com 65 anos ou mais de idade. Em média, cada residência ocupada possui 2,39 pessoas e cada família é composta por 2,79 membros.
24,6% da população da cidade possui menos de 18 anos de idade, 2,3% entre 18 a 24 anos de idade, 23,1% entre 25 a 44 anos de idade, 29,2% entre 45 a 64 anos de idade, e 20,8% 65 anos de idade ou mais. A idade média é de 44 anos. Para cada 100 pessoas do sexo feminino existem 91,2 pessoas do sexo masculino. Para cada 100 mulheres de 18 anos de idade, existem 96 homens com mais de 18 anos de idade.
A renda média anual de uma residência ocupada é de 47 500 dólares, e a renda média anual de uma família é de 54 375 dólares. Pessoas do sexo masculino possuem uma renda média anual de 31 042 dólares, e pessoas do sexo feminino, 16 750 dólares. A renda per capita do condado é de 19 203 dólares. 3,1% da população do condado (e nenhuma família) do condado vivem abaixo da linha de pobreza. Nenhuma pessoa com menos de 18 anos de idade ou mais de 64 anos de idade vivem abaixo da linha de pobreza.
Em 2006, foi estimada uma população de 128, um decréscimo de 2 (-1.5%).

## Geografia
De acordo com o United States Census Bureau tem uma área de
0,8 km², dos quais 0,8 km² cobertos por terra e 0,0 km² cobertos por água.

## Localidades na vizinhança
O diagrama seguinte representa as localidades num raio de 16 km ao redor de Houghton.